# روبرت إيان مور
روبرت إيان مور (بالإنجليزية: Robert Ian Moore)‏ هو مؤرخ بريطاني، ولد في 8 مايو 1941 في أيرلندا الشمالية في المملكة المتحدة.